# Wicca

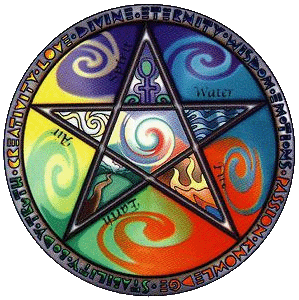
Het pentagram is een belangrijk symbool binnen de wicca en is het teken voor geloof, maar ook van de vijf elementen; Aarde, Water, Vuur en Lucht en de Geest.

Wicca is een neoheidense natuurreligie die in 1954 werd gepopulariseerd door Gerald Gardner. Hij noemde het 'hekserij' of 'heksencultus' en de aanhangers wiccans. Wicca is een min of meer georganiseerde vorm van hekserij. Dit betekent echter niet dat de begrippen wicca en hekserij synoniem zijn. Moderne wicca is behalve een natuurreligie vooral ook een ecologisch en feministisch geïnspireerde filosofie.
Volgelingen van wicca baseren hun ideeën op voorchristelijke bronnen, Europese folklore en mythologie. Zij beschouwen zichzelf als priesters en priesteressen van een voorchristelijke sjamanistische natuurreligie die een godin vereert die gerelateerd is aan de Moedergodin in haar drie aspecten van Maagd, Moeder en Oude wijze vrouw. In heel wat tradities van wicca wordt ook een Gehoornde god vereerd die afgeleid is van de god van de dieren, de jacht, de dood en de wouden uit de oudheid. Veel wicca's zien zichzelf als de moderne erfgenamen van oude tradities uit onder meer Egypte, Kreta en Eleusis. Wicca wordt ook de Oude Religie genoemd, zoals Margaret Murray beschreef in haar God of the Witches uit 1933. Daarin veronderstelde ze dat een oudere religie dan het christendom onder de bevolking was blijven voortbestaan ondanks het missiewerk van de missionarissen. Het is echter uiterst twijfelachtig of er wel een specifieke 'Oude Religie' is geweest. De moderne wicca neemt deze onwetenschappelijke theorie wel over en presenteert zichzelf dus als een voortzetting van de Oude Tradities, al is ze zelf bijna volledig 20e-eeuws.
Wat wicca gemeen heeft met andere neopaganistische bewegingen is het zich afzetten tegen het rationalisme en de dominantie van de wetenschap, en een keuze voor een meer spirituele, natuurlijke levensstijl. Hiermee neemt wicca stelling tegen het materialisme, de technologische excessen en de vervreemding die wetenschap lijkt in de hand te werken. Kenmerkend is dan ook dat het als tegencultuur vooral in hooggeïndustrialiseerde landen als Groot-Brittannië en de Verenigde Staten veel succes kent. De nadruk op nauwe banden met de natuur blijkt ook uit het belang van de seizoenen (de 8 jaarfeesten) en de maangetijden. Wicca kent verschillende stromingen, waaronder de gardneriaanse en alexandrijnse wicca.

## Geschiedenis

### Grondleggers van de beweging

#### Gerald Gardner
Het ontstaan van de 'nieuwe hekserij' is grotendeels toe te schrijven aan Gerald Gardner (1884-1964), een Engelsman die voordien al betrokken was in vrijmetselarij, spiritualisme, boeddhisme en andere spirituele praktijken. Hij verenigde het paganisme met de figuur van de heks en werd hiermee wat de Britse historicus Ronald Hutton "de schepper van een tegencultuur-religie gebaseerd op een natuurgodin en een gehoornde god" noemde. Gardner stelde namelijk dat hekserij een oude, voorchristelijke heidense mysteriecultus was. Daarbij gebruikte hij oudere bronnen: om te beginnen de The Witch-Cult in Western Europe van Margaret Murray, die op haar beurt teruggreep op het werk van onder meer Jules Michelet (La Sorcière uit 1862) en Charles Leland (Aradia uit 1899). Het was trouwens de intens antiklerikale Michelet die aan de basis lag van het idee dat de wrede en intolerante christelijke kerk verantwoordelijk was voor de uitroeiing van een oude, levende religie tijdens de heksenvervolgingen. Een andere sterke invloed op de verbreiding van de heksencultus-hypothese was The Golden Bough, een studie in religie en magie van James Frazer (1890).
Wicca kreeg eigenlijk pas ruime bekendheid met Gardners Witchcraft Today uit 1954, waarin hij openlijk over hekserij sprak. Gardner zegt daarin dat hij in 1939 werd ingewijd in een coven (heksenkring), door een vrouw met de naam 'Old Dorothy'. Zijn ervaringen met covens (bijvoorbeeld in 1947, in St Albans, Hertfordshire, nabij een naturistenclub waar hij en zijn volgelingen een 16e-eeuwse cottage bouwden) zouden hem later van pas komen om zijn visie op nieuwe hekserij te publiceren en te promoten. Tot 1951 bestond in Engeland nog een wet op hekserij, zodat Gardner pas na het intrekken van dit verbod aan zijn boek kon beginnen. Omstreeks 1950 introduceerde hij reeds zijn Book of Shadows in zijn Bricket Wood Coven, waar kandidaat-heksen een initiatie van hem kregen. Dat Boek der Schaduwen was een soort 'kookboek' met spreuken en bezweringen dat door een nieuwe heks gekopieerd en aangevuld moest worden. Gardner besteedde ook veel aandacht aan het uitwerken van verschillende rituelen voor de nieuwe hekserij, en hierin werd hij geholpen door zijn vriend Ross Nichols, die toen hoofd was van the Ancient Druid Order. De rituelen, zo werd toen vastgesteld, moesten plaatsvinden binnen een gewijde, gezuiverde cirkel, waarbij de heks in het centrum als een kanaal de magische krachten van de heksen in de kring ontving.

#### Doreen Valiente
Een andere belangrijke figuur in de verspreiding van wicca is Doreen Valiente (1922-1999). Valiente werd lid van Gardners Bricket Wood coven en bracht het al snel tot hogepriesteres. Toen ze merkte dat veel materiaal in Gardners Boek der Schaduwen was overgenomen uit de werken van de occultist Aleister Crowley, en dus niet zoals Gardner beweerde uit 'oude bronnen', confronteerde ze Gardner hiermee. Die gaf toe dat de tekst die hij had ontvangen van the New Forest coven fragmentarisch was geweest en hij het had aangevuld met gebruik van diverse bronnen. Doreen Valiente herschreef daarop, met instemming van Gardner, een groot gedeelte van het Boek der Schaduwen, met weglating van een aantal van Crowley afkomstige tekstgedeelten. Zij vreesde immers dat de slechte reputatie van Crowley negatief zou afstralen op de nieuwe hekserij. Valiente herschreef bijvoorbeeld drastisch the Charge of the Goddess (Opdracht van de Godin) en droeg ook bij aan een gedicht dat de Wiccan Rede bevatte.

### Latere ontwikkelingen
Bij latere ontwikkelingen is het een probleem om te zeggen of het nu om wicca gaat of niet. Zo zette Robert Cochrane zich sterk af tegen Gardner en Sanders, en de Italiaan Grimassi wees erop dat de Engelse traditie met Charles Leland eigenlijk rechtstreeks afgeleid was van de Stregheria. Zo was de praktijk van naakt dansen die Leland in zijn Aradia beschreef ("Skyclad") van Italiaanse origine:
"And as the sign that ye are truly free,
Ye shall be naked in your rites, both men
And women also: this shall last until
The last of your oppressors shall be dead;"
Er is echter ook sprake van continuïteit en een teruggrijpen op dezelfde bronnen, waardoor een gezamenlijke behandeling gerechtvaardigd is. Wicca werd als religie ook een exportproduct vanaf dat de Engelse wicca van Alex Sanders naar de Verenigde Staten verhuisde. Zowel in de VS als in Australië ontstonden zo 'inlandse' varianten van wicca die plaatselijke folklore opnamen in een raamwerk van wiccageloof, zoals Victor Andersons Feri Tradition, Joseph Wilsons 1734 tradition, Aidan Kelly's New Reformed Orthodox Order of the Golden Dawn en Zsuzsanna Budapest's Dianic Wicca, die ieder verschillende aspecten van het geloof benadrukten.

#### Alex Sanders
De Engelsman Alex Sanders (1926-1988), die zichzelf 'koning der heksen' noemde, was de stichter van een wiccavariant die bekend werd onder de naam alexandrijnse (alexandrian) wicca. Ook in zijn opvatting moest hekserij een goedaardige religie zijn en hij vermengde daartoe gardneriaanse wicca met elementen uit de joods-christelijke traditie. Zelf ging hij er prat op 1623 ingewijden te hebben verzameld in meer dan 100 covens. Sanders deed veel om zichzelf en moderne hekserij in de publieke belangstelling te brengen. Zo publiceerde hij een biografie met de titel 'King of Witches' (1969), en de documentaire film 'Legend of the Witches' van hetzelfde jaar was gebaseerd op de mythe rond Sanders als genezer en koning der heksen. Deze flirts met de media en zijn vele publieke optredens werden hem door gardneriaanse wicca's als Patricia Crowther en Ray Bone niet in dank afgenomen, en zij distantieerden zich dan ook van hem.
Sanders' wicca was gebaseerd op die van Gardner, maar hij verwerkte er ook invloeden in uit de 'hoge magie' van Éliphas Lévi. Sommige moderne heksen verlenen zijn vorm van hekserij als gevolg daarvan het predicaat 'high church' en die van Gardner die van 'low church'. De Britse historicus Ronald Hutton wees er ook op dat wat de wicca van Sanders van anderen onderscheidt de vervaging van de grenzen tussen paganisme en het christelijk geloof is. Sanders en zijn volgelingen zagen zichzelf als '"warriors in a constant battle of good magic against bad" (strijders in een constant gevecht van goede magie tegen slechte).

#### Raymond Buckland
Dat gardneriaanse wicca nu de meeste aanhangers heeft in de Verenigde Staten is grotendeels te danken aan Raymond Buckland (1934-2017), een Engelsman van Roemeense origine die in 1962 naar Amerika verhuisde en daar een 'Saksische' tak van wicca stichtte: de Seax-Wicca. Daarin worden vier belangrijke Germaanse godheden vereerd: Wodan, Thor, Tiw en Freya. Deze vorm van wicca is veel meer open dan die van Gardner en vereist van de adepten ook geen eed van geheimhouding. Het is zelfs zo dat Bucklands systeem 'zelfinwijding' toelaat. Daarna kan de 'zelfingewijde' ook een eigen coven beginnen. Een ander significant verschil is dat bij de Seax-Wicca de rol van man en vrouw even groot is, waardoor bijvoorbeeld rituelen zonder de aanwezigheid van een hogepriesteres kunnen doorgaan. Zulks was bij Gardner niet mogelijk omdat alleen de hogepriesteres als kanaal en representant van de Godin kon optreden. Buckland startte vanaf de jaren 70 vele covens op en richtte een correspondentieschool op (Seax-Wicca-Seminary) in Virginia. Hij schreef daarnaast ook heel wat boeken over wicca, hekserij en neopaganisme. De volgelingen van deze wiccagroep worden Wicca-tru genoemd.

#### Erfelijke hekserij
Een andere traditie binnen de moderne hekserij bestrijdt de visie als zou het moderne paganisme een 20e-eeuwse 'uitvinding' zijn. Zij stellen dat hun vorm van spiritualiteit veel ouder is, dat de kennis en de vaardigheden van hekserij erfelijk zijn en dat de tradities en vermogens van generatie op generatie werden doorgegeven. Deze overtuigingen zitten op één lijn met Charles Godfrey Leland, die overtuigd was van het bestaan van een oude geheime religie van heksen die de godin Diana en de god Lucifer eerden. Het is echter vooral het al eerder genoemde werk van Margaret Murray dat een grote invloed uitoefent op deze heksen.
Een van de bekendste promotors van erfelijke hekserij was Robert Cochrane (1931 - 1966), die beweerde zelf een hereditary witch te zijn. Robert Hutton concludeerde dat Cochrane een 'wicca-kader' had gebruikt voor de uitvoering van zijn eigen ideeën en praktijken. De coven van Robert Cochrane draagt de naam 'Regency' en werd door twee van zijn volgelingen opgericht tijdens Halloween van 1966. Heksen die zich beroepen op overerfbare krachten werken bij voorkeur in de natuur, zoals op een open plek waar ze naakt rituelen uitvoeren. Hierbij gebruiken ze geen 'Boek der Schaduwen' zoals de gardneriaanse wicca. Doreen Valiente merkte op dat rituelen in de traditie van Cochrane spontaner, creatiever, sjamanistischer en aardser waren dan die van Gardner.
Ook Raven Grimassi, een vruchtbaar schrijver over hekserij, claimt een erfheks te zijn, en dit uit de traditie van de Italiaanse Stregheria. De cultus van Diana en de gehoornde god Lucifer neemt een prominente plaats in. Grimassi baseert zich voor zijn boeken vooral op de heksencultus-hypothese van Margaret Murray.

#### Feministische hekserij
Feministische heksen werden vanaf de jaren 70 actief, hoofdzakelijk in de Verenigde Staten. Zij baseren hun ideeën op het werk van de Franse historicus Jules Michelet, op Joslyn Gage en Margaret Murray, die allen het idee van een ondergrondse cultus van heksen hadden verdedigd. De feministische heksen gaan ervan uit dat vrouwelijke spiritualiteit al eeuwen door mannen wordt onderdrukt en dat de heksenvervolgingen miljoenen onschuldige vrouwenlevens hebben gekost, vrouwen die zij beschouwen als revolutionaire strijders tegen het patriarchaat, dat een einde wilde maken aan de laatste sporen van matriarchale tijden. Voor deze overtuiging steunen zij ook op het werk van Marija Gimbutas, een archeologe die de breuk van matriarchale naar patriarchale samenlevingen legt in de periode 4300-2900 v.Chr. toen volgens haar een vredelievende voorchristelijke Europese cultuur overstroomd werd door agressieve patriarchale invasies. Als gevolg daarvan moest de vredelievende cultus van de moedergodin ondergronds gaan om te overleven. Met traditionele wicca heeft de feministische hekserij een holistische visie op de wereld gemeen, waarbij de Godin zorgt voor een verbinding tussen mens en natuur.

#### Eclectische heksen
Veel vaak solitair werkende eclectische heksen noemen zichzelf wicca's waarbij zij wicca als synoniem zien van hekserij, terwijl traditionele groepen het accent in de eerste plaats leggen op het religieuze aspect. Het verschil dat gemaakt wordt tussen 'heks' en 'wicca' is dus niet altijd duidelijk, omdat er in de verschillende groepen verschillende opvattingen over bestaan. Eclectische hekserij als alternatieve vorm van nieuwe hekserij wijkt aanzienlijk af van wat onder traditionele gardneriaanse 'wicca' werd verstaan. Eclectische wicca's volgen geen enkele traditie naar de letter maar eerder een syncretisch spiritueel pad waarbij zij putten uit een veelheid van overtuigingen, religies en filosofieën. Een aanhanger kan zo ook zijn eigen ideeën en rituele praktijken vrijelijk inbrengen. Eclectische wicca is de populairste variant van wicca in de Verenigde Staten geworden.

## Geloofsleer en praktijken

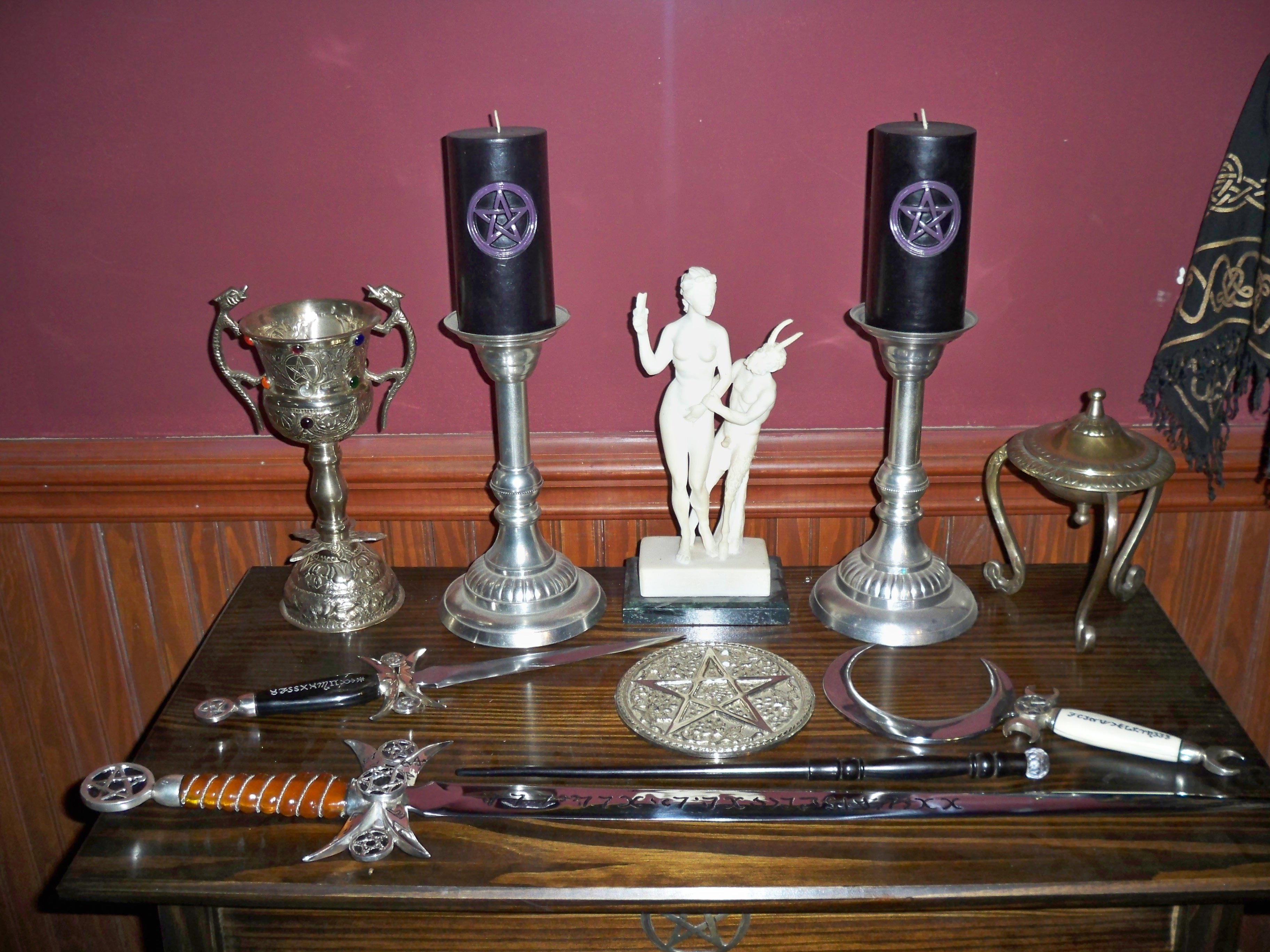
Een wicca-altaar

### Wetten en regels
De belangrijke teksten in de wiccareligie zijn: Opdracht van de God, Opdracht van de Godin, Wiccan Rede en de wet van drie.
Er zijn drie belangrijke regels in wicca:
1. Doe wat je wilt mits je niets of niemand schaadt (deze regel vindt men terug in de Wiccan rede).
2. Dat wat je doet komt drie keer tot je terug (wordt ook wel de Wet van Drie of de Wet van de Drievoudigheid genoemd).
3. Wees voorzichtig met wat je vraagt. Het zou weleens kunnen uitkomen.

De Wiccan Rede en de Drievoudige Wet waarschuwen ertegen om met magie te schaden. Deze twee "wetten" gelden volgens de meeste wicca's trouwens niet alleen voor de magie, maar voor al het handelen van de wicca. Daarnaast hebben veel covens en solitaire heksen nog extra principes waar zij zich wat magie betreft aan houden. Zo vindt men soms dat magie niet gebruikt mag worden voor persoonlijk gewin of tegen andermans vrije wil. Deze denkbeelden verschillen echter per persoon.
De belangrijkste zinnen uit de Wiccan Rede zijn:
Eight words the Wiccan Rede fulfill,
An ye harm none
Do as ye will
Nederlandse versie:
Nog acht woorden neem deze niet te mild,
Schaad je niemand doe dan wat je wilt.
De wet van drie:
Houd de wet van drie in ere,
Driemaal zullen Uw daden wederkeren.
Leer deze les, en leer hem goed,
Dat wat U zaait, ook oogsten moet.
In het Engels:
Ever mind the rule of three, 
Three times what thou givest returns to thee,
This lesson well thou must learn,
Thou only getst what thou dost earn.

### Het jaarwiel

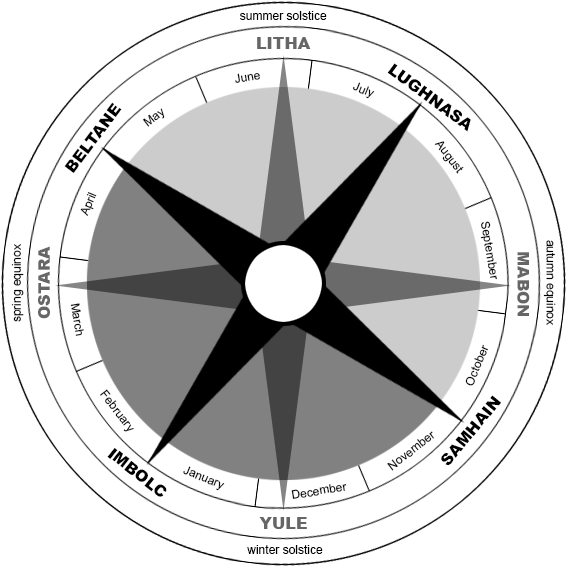

Een belangrijk onderdeel van wicca vormen de jaarfeesten, ook wel sabbats genoemd. Deze acht feestdagen vormen samen het Wiel van het Jaar, het levensverhaal van de God en de Godin. Behalve dat de sabbats het leven van de Goden en zo de weg van geboorte-dood-wedergeboorte uitbeelden, was elke datum vroeger ook van belang in de natuur. Zo is Imbolc van oorsprong een ploegfeest, waarbij het land voor het eerst omgeploegd werd na de winter. Lammas was een oogstfeest, wanneer het graan werd binnengehaald. Nu de meeste mensen steeds verder af komen te staan van het plattelandsleven en het ritme van de oogst verandert door bijvoorbeeld het gebruik van kassen, worden de symbolische betekenissen van de feesten steeds belangrijker.
1. Om de kalender te beginnen, is het het gemakkelijkst om bij Yule (spreek uit als Joel) te starten. Yule is ook bekend als de winterzonnewende of Midwinter, de kortste dag van het jaar. Omstreeks 22 december vieren de wicca's het lengen van de dagen.
2. De tweede sabbat is Imbolc (spreek uit als Immolk) op 2 februari, ook wel Candlemass genoemd. Dit is het ploegfeest, wanneer het land en dus Moeder Aarde voorbereid gaat worden om het zaad te ontvangen.
3. Op Ostara, Vernal of lente-equinox, omstreeks 21 maart, viert men het begin van de lente. Het zaad, de God, groeit op onder bescherming van zijn moeder, naarmate hij opgroeit keert de zon terug op de aarde en lengen de dagen.
4. Op 1 mei komt Beltane/Beltain (spreek uit Bjeltənə), ook bekend als Mei- of Walpurgisnacht. Dit is een van de bekendste heksenfeesten, die ook regelmatig genoemd wordt in de tijd van de inquisitie. Het is het feest van de liefde. De Zonnegod of vegetatiegod is een volgroeide man geworden, en deze nacht legt hij zich neder naast de Godin en bezwangert zijn koningin.
5. Litha, de zomerzonnewende of Midzomer, viert omstreeks 21 juni de hoogste stand van de zon. De kracht van de Zonnegod is op zijn piek. Hier wordt ook het bestaan van polariteit duidelijk gemaakt, als de Eikkoning, de opbouwende, het moet afleggen tegen de Hulstkoning, de afbrekende.
6. De volgende sabbat volgt op 2 augustus en wordt Lammas of Lughnasadh (spreek uit als Loenasah) genoemd. Dit is in eerste instantie een graanfeest, het moment waarop het graan van de velden wordt gehaald. De kracht van de god is overgegaan in het graan.
7. 23 september is het tijd voor Mabon, de herfstequinox, het begin van de herfst. Nu is de oogst van de wijn. Ook wordt gezegd dat de god nu aan het eind van zijn krachten is, en sterft. Hij heeft zich gegeven zodat wij de vruchten kunnen plukken.
8. De laatste sabbat is ook een van de bekendste. Halloween of Samhain (spreek uit als Sauwen) is het heksennieuwjaar en een van de belangrijkste feesten, in oudere teksten ook bekend als het feest van de doden en de geesten. De geest van de God heeft de oversteek gemaakt naar de Onderwereld of Zomerland, en wacht op de juiste tijd om opnieuw te incarneren. Dit zal tijdens het Yulefeest zijn, wanneer de Eikkoning het overneemt van de Hulstkoning (zomer van winter). Vaak zetten wicca's eten op een schotel buiten voor de doden.

### Magie
Magie is een belangrijk onderdeel van wicca. Het is vaak de magie die de mensen naar wicca nieuwsgierig maakt, het idee dat ze op de een of andere bovennatuurlijke manier iets aan hun eigen lot kunnen veranderen. Magie wordt op vele manieren beoefend in de wicca. Aan de ene kant worden er tijdens de jaarfeesten en op diverse andere dagen (maanfeesten, trouwdagen etc.) complete rituelen opgevoerd; aan de andere kant steken wicca's soms simpelweg een kaars aan om extra energie in een bepaalde richting te sturen. Er wordt met name veel gebruikgemaakt van technieken zoals visualisatie en meditatie, of er wordt geprobeerd om in een trance te komen door bijvoorbeeld teksten op te dreunen (chanten) of te drummen. Er wordt ook wel korenmagie gebruikt, en er worden kruiden gebruikt bij magie. Elk kruid heeft zijn eigen magie en kracht. Als iemand magie uitoefent moet er opgelet worden welk soort magie er wordt gebruikt om er dan de juiste kruiden bij te gebruiken. Zo zal de kracht van de magie versterkt worden. Zo is het ook met wierook. Er zijn verschillende geuren met elk zijn magie en kracht. Hetzelfde geldt voor kristallen, gesteenten of edelstenen.
Wicca's maken vaak gebruik van andere occulte/esoterische kunsten, zoals divinatie (bijvoorbeeld tarot, pendelen, wichelroedelopen) of kruiden. Deze dingen hebben echter niet direct iets met wicca te maken. Wel vindt een groot deel van de wicca's dat een goede wicca zichzelf moet trainen in 'kunsten' (= dat wat je kunt), waaronder tarot of kruidengeneeskunde. Veel wicca's kunnen een of meerdere gebieden of 'kunsten' tot hun specialiteiten rekenen. Wicca wordt veelal beschouwd als niet alleen een religie, maar ook een kunde. In het kader van deze kunde is vele jaren training nodig, waarin onder andere kennis van en vaardigheid met andere 'kunsten' wordt opgedaan.

### Rituelen

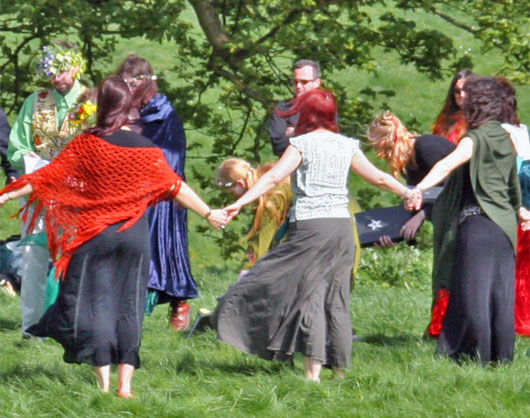
Viering van Beltane in Avebury, 2005

Rituelen worden in wicca vooral opgevoerd tijdens de jaarfeesten. Zij kennen een gedeeltelijk vaste opzet, waarbinnen vaak een eigen invulling wordt gebracht. Een ritueel begint vaak met het trekken van de Magische cirkel. Met behulp van de Cirkel wordt een tempel opgebouwd, waarbinnen de wicca's zich beschermd voelen voor negatieve krachten van buitenaf en hun ritueel kunnen uitvoeren. De Cirkel wordt ook gezien als een plek waarin de opgewekte krachten zich kunnen bundelen en versterken, omdat zij in de ruimte gevangen blijven tot zij gericht worden vrijgelaten. Binnen de Cirkel vindt het ritueel plaats. Na afloop van het ritueel wordt de Cirkel (en dus de tempel) weer geopend en afgebroken. Een tweede onderdeel van een ritueel is de "cake-en-wijn"-ceremonie. Hierbij worden door de heksen in de coven voedsel en drank gedeeld. Dit onderdeel van het ritueel is om je weer te gronden, weer met beide benen op de aarde te staan.

## Inwijding
Wicca is een inwijdingsreligie, omdat de Wicca een mysteriereligie is. Dat betekent dat er na een periode van opleiding (traditioneel een jaar en een dag) een inwijding volgt, tot de leerling een volleerd wicca is (ook Eerste Graad genoemd). Vanuit de gardneriaanse traditie kennen we drie inwijdingen/graden. Sommige covens – meestal alexandrijnse covens – hebben daar een vierde aan toegevoegd: de neofietengraad. Wanneer een geïnteresseerde begint aan de opleiding, is hij eerst een zogenoemde trainee (binnen de greencraft heet dit een roedi). Gedurende een bepaalde opleidingsperiode leert de trainee/roedi de basisbeginselen van wicca, waarna een inwijding tot neofiet zou kunnen volgen. Bij deze inwijding neemt hij zijn magische naam aan, een geheime naam. Het aannemen van een nieuwe naam symboliseert de overgang naar een nieuwe levensperiode. Daarom nemen veel wicca's na de volgende inwijdingen ook nieuwe magische namen aan. Na de eerste inwijding is de kandidaat een ingewijde leerling of neofiet. Hierna kan (vaak na een jaar en een dag) een tweede inwijding volgen. Dan is de leerling een priesteres of priester, of eerstegraadswicca. Hierna kunnen nog twee graden volgen: een tweedegraadswicca wordt geacht in staat te zijn een coven te leiden of op te richten, meestal onder supervisie of begeleiding van zijn Hogepriesteres en Hogepriester. Een derdegraadspriesteres of -priester is in staat om geheel zelfstandig een eigen coven op te richten en als Hogepriesteres als covenleider en leider van rituelen op te treden met naast haar een Hogepriester.
Binnen een coven, of bij inwijding door een individuele HP/HPS, worden bepaalde voorwaarden en eisen aan de acoliet of neofiet gesteld. Zo kan binnen de gardneriaanse traditie een 'knaap' of maagd geen priester(es) worden (bij de Dianics is dit niet het geval). De acoliet of neofiet wordt verder geacht enkele dingen – tijdelijk of definitief – op te geven, soms een bepaalde pijngrens te kunnen verdragen en verder leggen zij specifieke 'proeven van kunde' (vaak zelfgekozen) af.

### Hogepriesteres en hogepriester
Aan de leiding van een traditionele coven staat de Hogepriesteres, een vrouwelijke ingewijde. Zij wordt soms bijgestaan door de Hogepriester, een mannelijke ingewijde. Samen leiden zij de rituelen, waarbij de vrouw de Godin vertegenwoordigt en de man de God. Beiden zijn verantwoordelijk voor het reilen en zeilen van de coven en moeten er dus voor zorgen dat alle covenleden (traditioneel een aantal van dertien man, gemengd man en vrouw) de juiste opleiding krijgen. In het algemeen geldt dat de Hogepriesteres het vetorecht heeft.

### Zelfinwijding
Met het in de openbaarheid treden van de individueel werkende wicca raken covenwerk en inwijdingen op de achtergrond. De zogenaamde zelfinwijding wordt populairder. Hierbij schrijft de wicca zelf een ritueel voor zijn inwijding, die hij ondergaat als hij zelf het gevoel heeft hier klaar voor te zijn.
Zelfinwijding wordt vaak met veel scepsis bekeken, zowel vanuit de traditionele covenwicca als vanuit individueel werkende heksen. Covenheksen, vooral van gardneriaanse en alexandrijnse strekking, zijn vaak van mening dat een inwijding alleen door een hogepriester(es) mag worden gegeven.

## Wicca en satanisme
Wicca kent geen duivel of satan. Toch verwarren sommigen ten onrechte wicca met satanisme. Dit heeft te maken met het symbool dat vaak gedragen wordt, namelijk een pentagram.
Bij Wicca wordt deze met 1 punt naar boven gedragen, maar in het satanisme wordt deze gedragen met 1 punt naar beneden. In de Wicca staat het omgekeerde pentagram symbool voor de Tweede Graad. Hierdoor stellen de 2 punten naar boven de hoorn van de Bok voor. Dit is voornamelijk te wijten aan het feit dat de god uit deze godsdienst vanwege zijn gehoornde uiterlijk wordt gelijkgesteld met de duivel, waarschijnlijk omdat in het boek Openbaring 13 vers 11 in de Bijbel het tweede beest wordt beschreven met twee lamshoornen. Maar wicca is niet hetzelfde als het satanisme, ook al denken veel mensen van wel. 
Dit verschijnsel komt voort uit de pogingen van de katholieke kerk iedereen tot het christendom te bekeren door alles dat met een andere religie had te maken met de duivel in verband te brengen. Enkele voorbeelden hiervan:
De drietand van Neptunus/Poseidon, de puntmutsen van de oude wijze vrouwen, de bokkenpoten en hoorns van Pan enz.

## New age en Wicca
Dat Wicca een loot zou zijn aan de New age-stam wordt door de meeste wicca's ontkend, evenals door historici als Ronald Hutton, die opmerkte dat Wicca niet alleen ouder is dan New age, maar ook aanzienlijk verschilt in filosofie.

## Trivia
Fluffy bunny, of Fluffbunny, is een negatieve term die gebruikt wordt in wicca (en in het neopaganisme in het algemeen) om te verwijzen naar aanhangers van de religie die gezien worden als oppervlakkig of meeloperig. Over het algemeen hebben ze een afkeer van de duistere elementen en benadrukken ze goedheid, licht en elementen die overgenomen zijn van de New age beweging, of volgen het als een rage.